# Abdeslam Bouchouareb
Abdeslam Bouchouareb, né le 3 juin 1952 à Aïn Kercha, dans l'actuelle wilaya d'Oum El Bouaghi, en Algérie, 
est un chef d'entreprise et homme politique algérien.
Il est ministre de l'industrie et de la restructuration de 1996 à 1997 sous la présidence de Liamine Zéroual et ministre de l'industrie et des mines de 2014 à 2017 sous la présidence de Abdelaziz Bouteflika. En fuite à l'étranger depuis 2019, il est condamné à un total de 100 ans de prison.

## Biographie

### Situation personnelle
Issu d'une famille aisée, après avoir obtenu son baccalauréat en 1972, il passera une dizaine d'années entre Alger et Paris et passera plusieurs diplômes en chirurgie dentaire entre 1977 et 1982.

### Carrière professionnelle
Dans les années 1980, il se lance dans les affaires en dirigeant notamment une entreprise de fabrication et distribution de chips, avant de créer la CGEOA, première confédération patronale algérienne.

### Parcours politique
Il entre en politique en 1994 et est nommé président du  Conseil national économique et social (CNES) le 4 avril 1995. Il devient ministre de l'Industrie et de la Restructuration de 1996 à 1997.
Après avoir rejoint le RND, il connaît ensuite une relative traversée du désert avec pour seules fonctions celles de commissaire auprès du chef du gouvernement pour la promotion de l'emploi des jeunes en 1998, puis en tant que délégué à l'emploi en 2000 et député de la wilaya d'Oum Bouaghi de 2002 à 2007.
En 2012, il est de nouveau élu député, cette fois de la wilaya d'Alger, il est même vice-président de l'Assemblée populaire nationale. En 2014, il est le directeur de la communication de la campagne présidentielle d'Abdelaziz Bouteflika. Dans la foulée de la réélection du président sortant pour un quatrième mandat, il est nommé ministre de l'industrie et des mines.

### Polémique et affaires judiciaires

#### Affaire Khalifa
En 2012, il est renvoyé devant la chambre d'accusation de la cour suprême pour son implication dans le scandale de l'affaire Khalifa pour un crédit de 12 millions de DA jamais remboursé.

#### Panama Papers
En avril 2016, suite de l'affaire des « Panama Papers » sur les paradis fiscaux qui met au jour des révélations, le nom d'Abdeslam Bouchouareb figure sur la liste des personnalités internationales impliquées. Le ministre est propriétaire d'une société offshore, Royal Arrival Corp, domiciliée au Panama. La société créée en avril 2015 exerce dans l'intermédiation commerciale avec plusieurs pays, dont l'Algérie.
L'établissement financier luxembourgeois qui a créé la société pour Abdeslam Bouchouareb a confirmé qu’il en était propriétaire, en soulignant qu’elle avait été « constituée en toute transparence ». Selon cet établissement, elle a été créée pour détenir et gérer des biens hérités. En raison des fonctions ministérielles d'Abdeslam Bouchouareb, poursuit-il, « nous avons décidé, avec son accord, de différer toute utilisation de la société, et l’ouverture du compte bancaire chez NBAD Genève n’a jamais été finalisée […]. M. Bouchouareb nous a demandé de geler cette société pendant la durée de ses mandats publics ».

#### Procès
Le 26 mai 2019, dans le contexte des manifestations de 2019 en Algérie, il est renvoyé devant la Cour suprême. Alors qu'il est en fuite à l'étranger, un mandat d'arrêt international a été émis à son encontre.
Son procès par contumace débute le 2 décembre 2019. Il est ajourné au 4 décembre. Le 10 décembre, il est condamné par le tribunal de Sidi M'Hamed à 20 ans de prison pour l'affaire des usines d'assemblage automobile.
Le même tribunal de Sidi M'hamed le condamne à 20 ans d'emprisonnement pour des faits de corruption en rapport avec Sovac (producteur algérien des véhicules Volkswagen) et émet un second mandat d'arrêt international à son encontre, Bouchouareb étant en fuite à l'étranger.
Le tribunal de Sidi M'hamed sur l'affaire Haddad le condamne à 20 ans de réclusion criminelle pour corruption,.
En décembre 2022, il est condamné à 20 ans de prison pour, notamment, « dilapidation de deniers publics, abus de fonction et octroi d'indus privilèges lors de conclusion de marchés publics ». Il cumule alors un total de 100 ans de prison. Domicilié dans les Alpes maritimes, Abdeslam Bouchouareb a demandé à la France le 18 septembre 2024 de refuser son extradition, arguant de « poursuites politiques » dans un contexte de « purge de l’ère Bouteflika ». Sa demande est étudiée par la cour d'appel d'Aix en Provence le 9 octobre 2024. En mars 2025, le parquet général demande à la cour d’appel d’Aix-en-Provence d’opposer un avis défavorable aux six demandes d’extradition vers l’Algérie de l'ancien ministre algérien. Le 19 mars 2025, la justice française considère qu'une extradition d'Abdeslam Bouchouareb vers l'Algérie pourrait avoir des « conséquences d’une gravité exceptionnelle », en raison de son état de santé et de son âge (72 ans). Elle refuse donc les demandes d’extradition.